# Cranioleuca henricae
Cranioleuca henricae là một loài chim trong họ Furnariidae.